# Forjat (construcció)
|  | Per a altres significats, vegeu «Forja». |

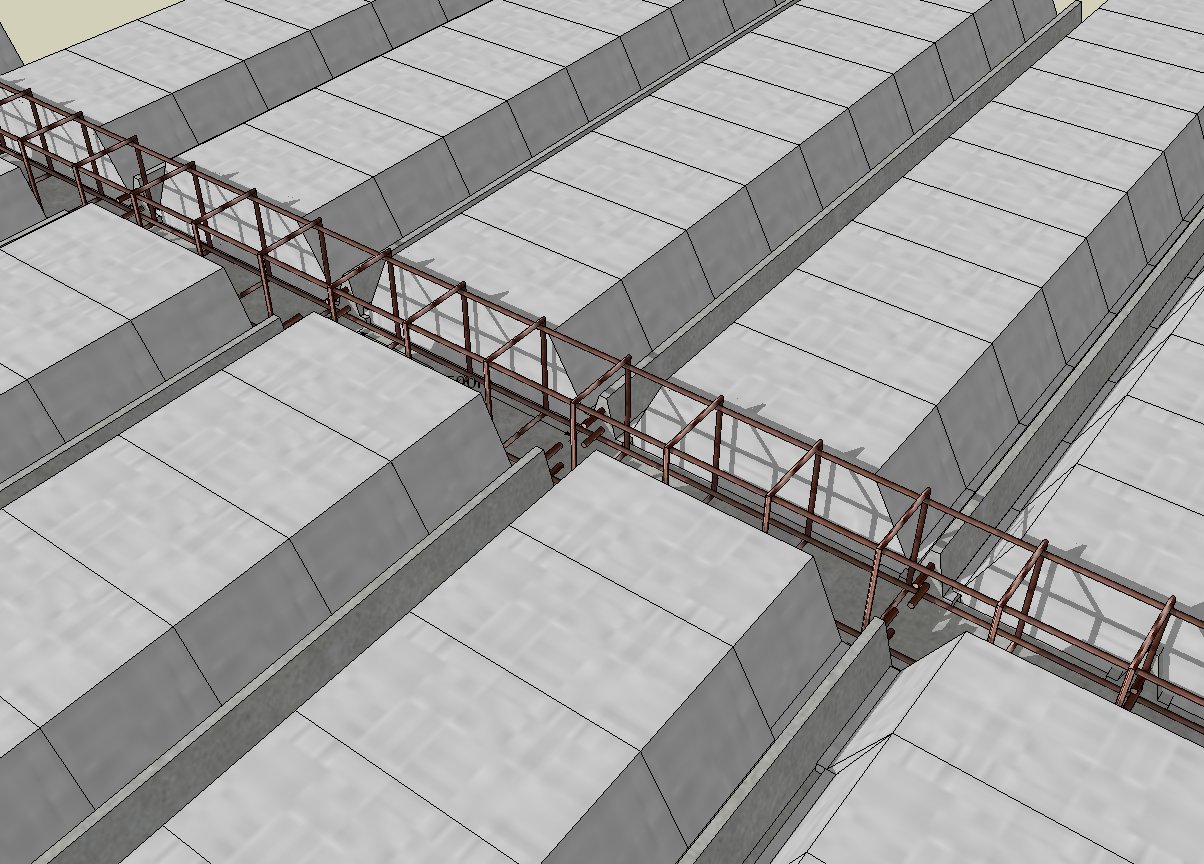
Forjat unidireccional

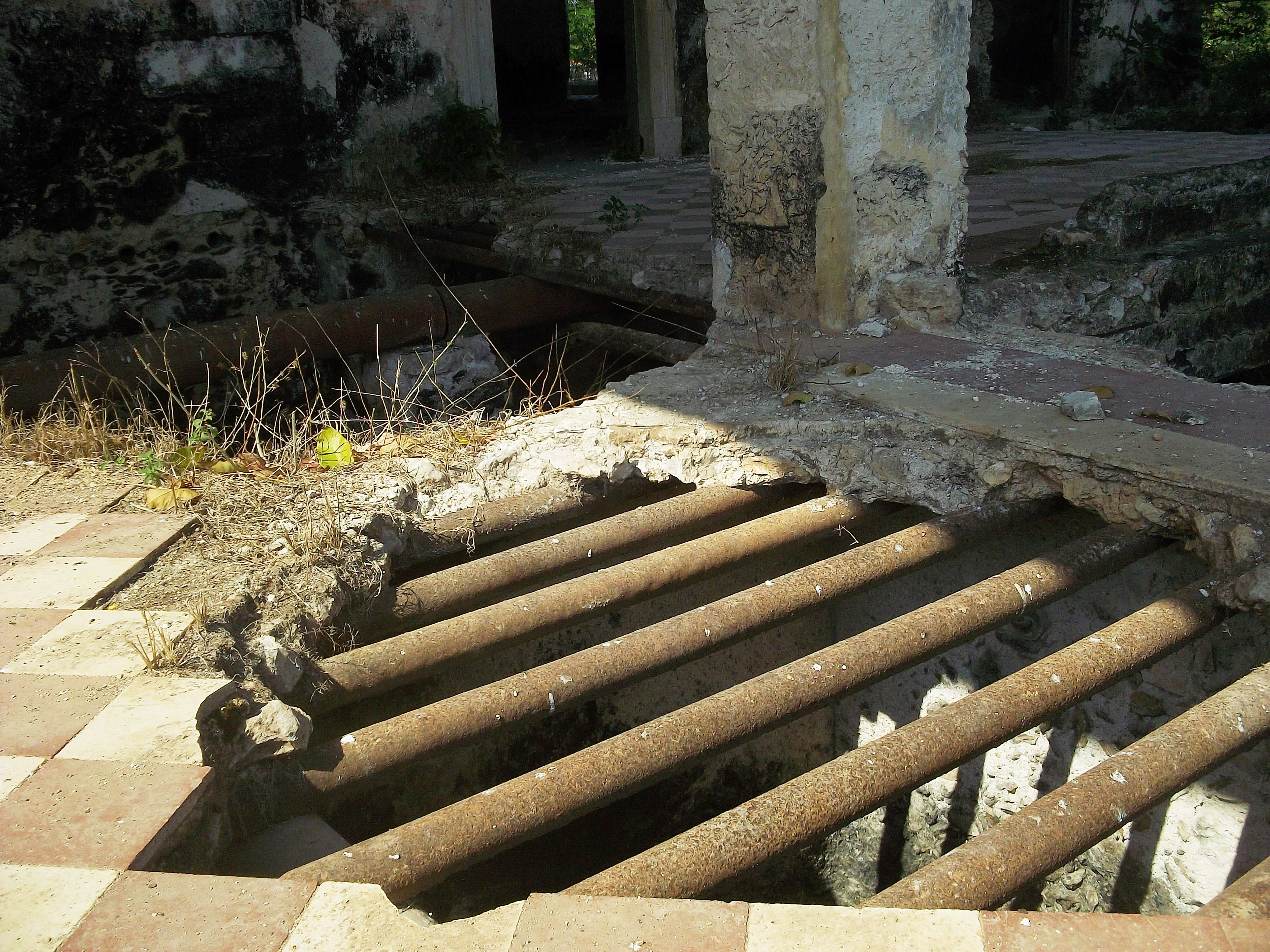
Llosa de morter amb forjat unidireccional de tubs d'acer

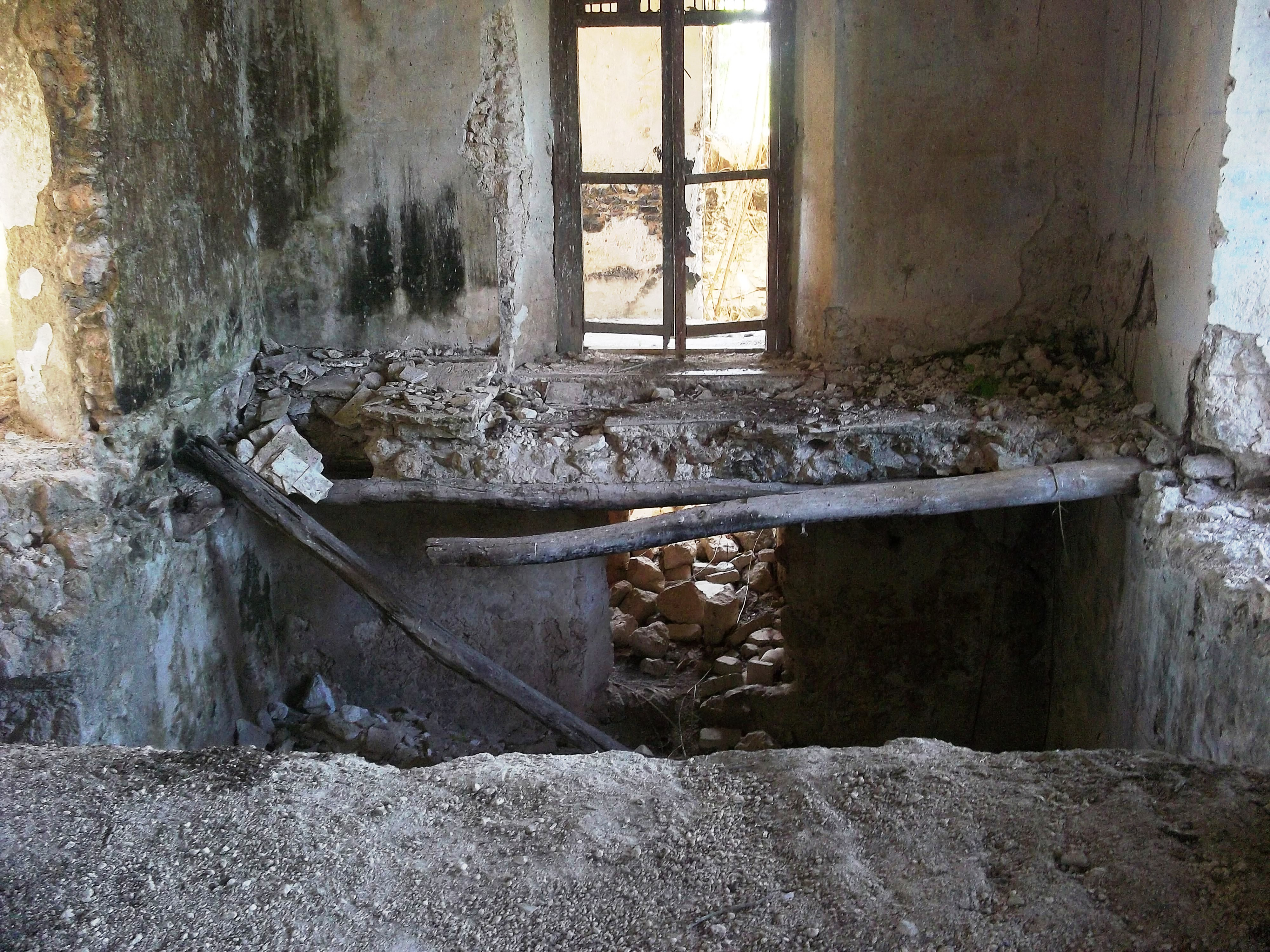
Llosa de morter amb forjat unidireccional de troncs de fusta

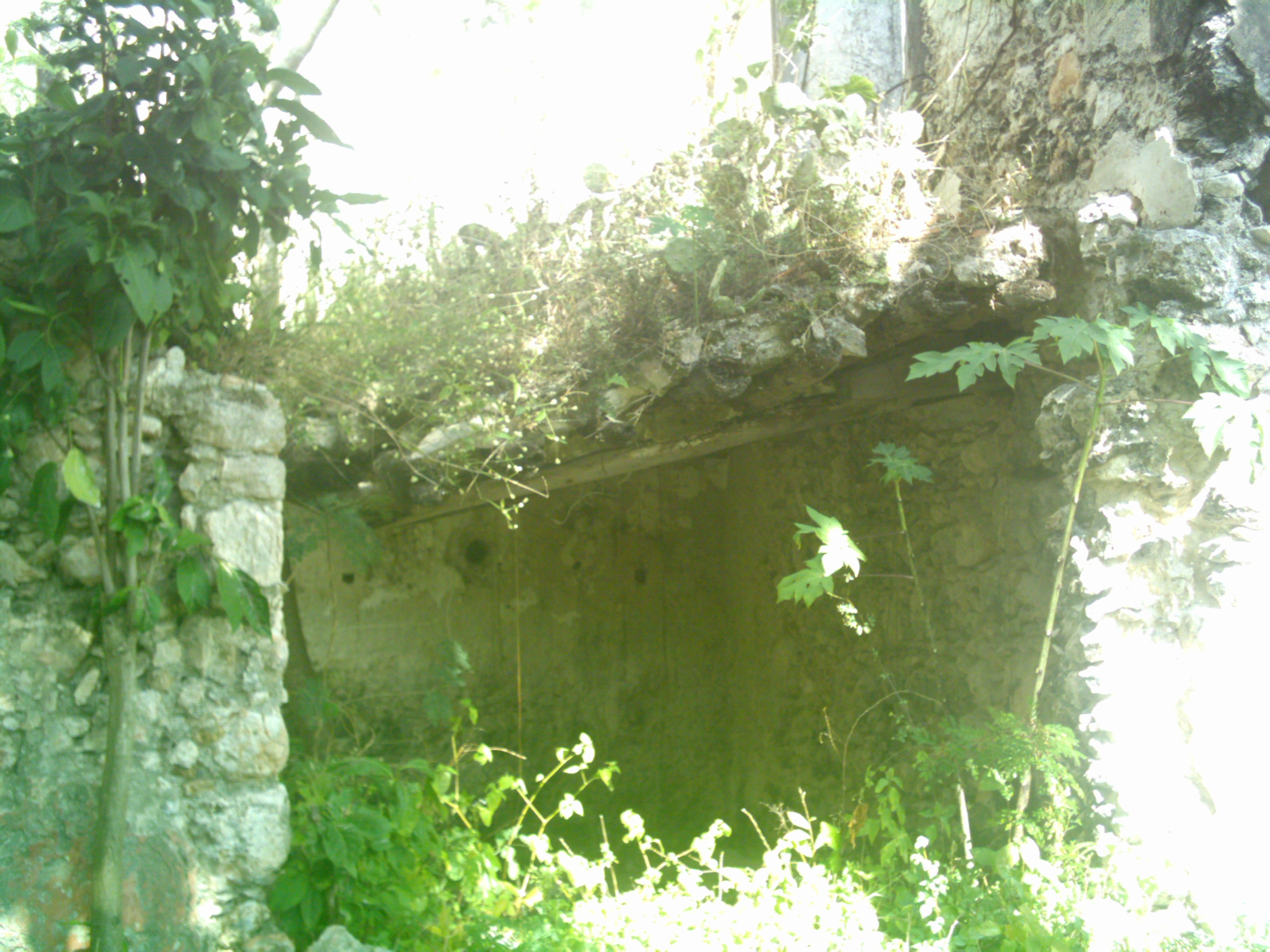
Llosa de morter amb forjat bidireccional de troncs de fusta

En construcció, es denomina forjat un element constructiu, generalment horitzontal, capaç de transmetre les càrregues que suporta així com el seu pes propi als altres elements de l'estructura (bigues, pilars, murs, etc.). Forma part de l'estructura horitzontal de les diferents plantes d'un edifici, i és capaç de solidaritzar horitzontalment els diversos elements estructurals, la qual cosa permet no sols de transmetre càrregues verticals sinó també horitzontals. Això contribueix a reduir la possibilitat de translació de l'edifici i li aporta rigidesa en aquest pla horitzontal.

## Tipus de forjats
Segons la forma de transmissió les càrregues:
- Forjats unidireccionals: són aquells que flexionen pràcticament només en una direcció, de manera que han de recolzar-se sobre elements lineals com ara bigues o murs de càrrega; tanmateix, poden tenir flexió transversal, encara que aquesta serà petita en relació amb la principal. Estan armats només la direcció de flexió.
- Forjats bidireccionals: són aquells que flexionen en dues direccions, per la qual cosa es poden recolzar sobre elements lineals (bigues, murs) o sobre elements puntuals (normalment pilars) que no han d'estar forçosament disposats de forma ordenada.

## Materials de construcció
La tria dels materials del forjat depèn del tipus de càrregues que haurà de suportar, de la llum (separació entre suports), del grau d'exposició a ambients agressius, de la resistència al foc exigida, de la disponibilitat dels materials, de la vida útil estimada, del temps d'execució, del cost, etc.
S'utilitzen diversos tipus de forjats unidireccionals:
Forjats de formigó armatEls forjats de formigó armat estan conformats per bigues i biguetes de formigó, armades, revoltons i capa de compressió de formigó lleugerament armat. Són els més estesos, a causa de l'àmplia i barata disponibilitat del material. És el més pesat de tots, però també el més rígid. Pot suportar grans càrregues, fins i tot amb àmplies llums; és monolític, de gran resistència al foc i un acceptable aïllant acústic.
Forjats mixtes d'acer i formigóEls forjats de mixtes normalment estan conformats per bigues i biguetes d'acer, revoltons i capa de compressió de formigó lleugerament armat. També es poden compondre d'una xapa d'acer recoberta amb una capa de compressió de formigó. S'empren quan l'estructura principal és d'acer i el forjat ha de resistir càrregues mitjanes. Requereix les mateixes proteccions que la coberta de xapa plegada, però l'augment de resistència que li confereix el formigó permet el seu ús com forjats de poc gruix en plantes d'edificis.
Coberta de xapa plegadaEstructura conformada per xapa plegada d'acer sobre bigues i biguetes metàl·liques. Pot resistir càrregues mitjanes sempre que estiguin homogèniament repartides, però no grans càrregues concentrades. Això limita el seu ús gairebé exclusivament a cobertes, on la seva lleugeresa resulta molt adequada. Requereix ser protegit tant davant del foc com de l'oxidació, i el seu ús no està aconsellat en ambients marins, ja que el clor n'accelera la corrosió.
Forjats de fustaAbans de la Revolució Industrial, la fusta era el material més utilitzat per a construir bigues i biguetes de forjats i, juntament amb les voltes de pedra o maó, la forma habitual de conformar plantes d'edificacions. Actualment, als països desenvolupats s'empra gairebé exclusivament en habitatges unifamiliars i edificacions singulars. Té una resistència al foc moderada tot i ser un material molt combustible. És idoni per a llums i càrregues petites, a més de ser el més lleuger. No obstant és més flexible i deformable que els forjats d'acer o formigó.